# Torneo de Brisbane 2018
El Brisbane International presented by Suncorp 2018 fue un evento de tenis de la ATP World Tour 250 en su rama masculina y WTA Premier en la femenina, se disputó en Brisbane (Australia) en el complejo Queensland Tennis Centre y en cancha dura al aire libre, haciendo parte de un par de eventos que hacen de antesala al Abierto de Australia, desde el 31 de diciembre de 2017 hasta el 7 de enero de 2018.

## Distribución de puntos
| Modalidad            | Campeón | Finalista | Semifinales | Cuartos de final | 2ª ronda | 1ª ronda | Clasificados | 2ª ronda de clasificación | 1ª ronda de clasificación |
| Individual masculino | 250     | 165       | 100         | 50               | 25       | 0        | 13           | 7                         | 0                         |
| Dobles masculino     | 250     | 150       | 90          | 45               | 20       | 0        | -            | -                         | -                         |

| Modalidad           | Campeona | Finalista | Semifinales | Cuartos de final | 2ª ronda | 1ª ronda | Clasificadas | 3ª ronda de clasificación | 2ª ronda de clasificación | 1ª ronda de clasificación |
| Individual femenino | 470      | 305       | 185         | 100              | 55       | 1        | 25           | 18                        | 13                        | 1                         |
| Dobles femenino     | 470      | 305       | 185         | 100              | -        | 1        | -            | -                         | -                         | -                         |

## Cabezas de serie

### Individuales masculino
| Tenista           | Ranking | Preclasificado |
| Grigor Dimitrov   | 3       | 1              |
| Andy Murray       | 16      | 2              |
| Nick Kyrgios      | 21      | 3              |
| Milos Raonic      | 24      | 4              |
| Gilles Müller     | 25      | 5              |
| Diego Schwartzman | 26      | 6              |
| Damir Džumhur     | 30      | 7              |
| Mischa Zverev     | 33      | 8              |

- Ranking del 25 de diciembre de 2017.[3]

### Dobles masculino
| Tenista                         | Ranking | Preclasificado |
| Henri Kontinen John Peers       | 7       | 1              |
| Marcelo Demoliner Michael Venus | 49      | 2              |
| Santiago González Julio Peralta | 57      | 3              |
| Brian Baker Rajeev Ram          | 65      | 4              |

### Individuales femenino
| Tenista              | Ranking | Preclasificada |
| Garbiñe Muguruza     | 2       | 1              |
| Karolína Plíšková    | 4       | 2              |
| Elina Svitolina      | 6       | 3              |
| Caroline Garcia      | 8       | 4              |
| Johanna Konta        | 9       | 5              |
| Kristina Mladenovic  | 11      | 6              |
| Anastasija Sevastova | 16      | 7              |
| Ashleigh Barty       | 17      | 8              |

- Ranking del 25 de diciembre de 2017.[4]

### Dobles femenino
| Tenista                            | Ranking | Preclasificada |
| Yung-Jan Chan Andrea Hlaváčková    | 6       | 1              |
| Andreja Klepač María José Martínez | 48      | 2              |
| Raquel Atawo Anna-Lena Grönefeld   | 55      | 3              |
| Alicja Rosolska Abigail Spears     | 58      | 4              |

## Campeones

### Individual masculino
Nick Kyrgios venció a  Ryan Harrison por 6-4, 6-2

### Individual femenino
Elina Svitolina venció a  Aliaksandra Sasnovich por 6-2, 6-1

### Dobles masculino
Henri Kontinen /  John Peers vencieron a  Leonardo Mayer /  Horacio Zeballos por 3-6, 6-3, [10-2]

### Dobles femenino
Kiki Bertens /  Demi Schuurs vencieron a  Andreja Klepač /  María José Martínez por 7-5, 6-2